# The Hell Diggers
The Hell Diggers è un film muto del 1921 diretto da Frank Urson. Gli interpreti principali sono due stelle del cinema dell'epoca, Wallace Reid e Lois Wilson.
Il soggetto è tratto da un racconto breve apparso sul Saturday Evening Post, scritto e adattato per lo schermo da Byron Morgan.

## Trama
In un distretto agricolo, una compagnia mineraria incontra la fiera opposizione degli agricoltori che vedono distrutta la loro valle dagli scavi.

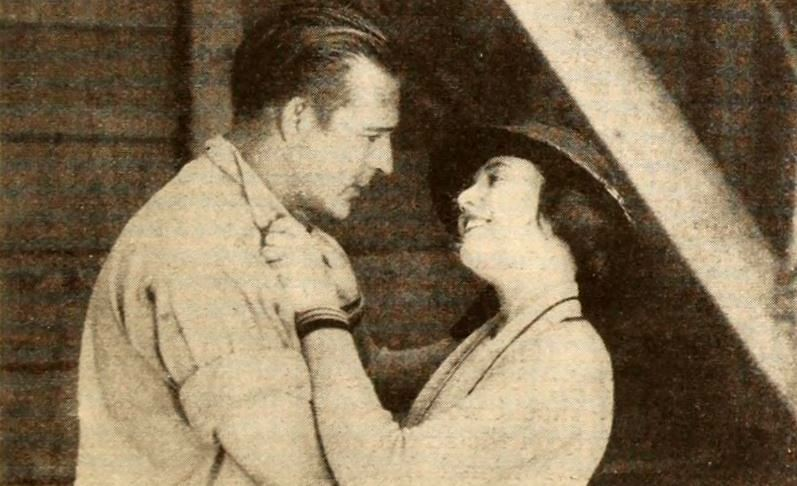
Wallace Reid e Lois Wilson

Il sovrintendente Teddy Darman non si cura delle proteste ma, quando Dora, la sua fidanzata - figlia di Wade, il leader dei contadini - gli si mette contro appoggiando le rivendicazioni del padre, Darman cerca di trovare un compromesso. Questo gli è suggerito da Wade stesso che lo convince a usare un macchinario che dopo gli scavi rimette a posto il terreno. La macchina, costruita da Darman, viene fatta esplodere dagli uomini della Continental Company guidati da Masters: furiosi, Darman e gli agricoltori si mettono in caccia dei responsabili. 
Quando il presidente della compagnia mineraria viene a conoscenza della cosa, è favorevolmente impressionato dall'invenzione e nomina Darman general manager, affidandogli il compito di progettare nuovi macchinari come quello distrutto.

## Produzione
Il film fu prodotto dalla Famous Players-Lasky Corporation.

## Distribuzione
Distribuito dalla Paramount Pictures, il film uscì nelle sale cinematografiche statunitensi il 4 settembre 1921.